# 고트라
힌두 문화에서 고트라(산스크리트어: गोत्र)라는 용어는 혈통과 동등하게 여겨진다. 이는 공통된 남성 조상으로부터 끊어지지 않는 부계 혈통을 통해 후손을 이어온 사람들을 폭넓게 지칭한다. 일반적으로 고트라는 족외혼 단위를 형성하며, 같은 고트라 내의 결혼은 근친상간으로 간주되어 관습적으로 금지된다. 고트라의 이름은 성으로 사용될 수 있지만, 성과는 다르며 힌두인, 특히 카스트 간의 결혼에서 중요성 때문에 엄격하게 유지된다. 파니니는 고트라를 apatyam pautraprabhrti gotram (IV. 1. 162)으로 정의하는데, 이는 "고트라라는 단어는 pautra(아들)와 bharti(어머니, 즉 며느리)로 구성된 부부의 자손(또는 후손)인 아파티야를 나타낸다"는 의미이다. (모니어 윌리엄스 사전 정의에 기반함.)

## 기초 구조
브리하드아란야카 우파니샤드 2.2.4에 따르면, 카샤파, 아트리, 바시슈타, 비슈바미트라, 가우타마 마하리시, 자마다그니, 바라드바자는 일곱 현자(또한 사프타리시라고도 알려짐)이며, 잠부 마하리시는 또 다른 현자(카샤파에 속하는 레누카라고도 알려짐)이다. 이 여덟 현자의 자손은 고트라로 선언된다. 이 일곱 주 고트라와 한 보조 고트라의 열거는 파니니에게도 알려져 있었던 것으로 보인다. 이 일곱의 자손(apatya)은 고트라라고 불리며, 이들 외의 다른 것들은 고트라바야바(gotrāvayava)라고 불린다.
세 현자가 정의한 체계를 따르는 사람은 자신을 트리-아-비샤이(Tri-a-Vishay)로 정의한다. 마찬가지로 다섯 현자에 대해서는 판차-비샤이(Pancha-Vishay), 일곱 현자에 대해서는 산타-비샤이(Santa-Vishay)이다.
고트라에 대한 또 다른 이론이 존재한다. 현자의 아들과 제자들은 같은 고트라를 가졌을 것이며, 그들은 비슷한 사상과 철학을 가졌다고 믿어진다. 같은 고트라의 사람들은 다른 카스트에서도 발견될 수 있다. 각 고트라는 프라바라스로 구성된다.
힌두 경전은 자신의 공동체 내에서 결혼할 것을 규정하지만, 같은 고트라에 속하거나 같은 베다 현자의 혈통에 속하는 사람과의 결혼은 금지한다.
같은 고트라에서 또는 같은 현자의 혈통에서 (신부를) 선택해서는 안 된다. 부계 쪽으로 일곱(세대) 이상, 모계 쪽으로 다섯(세대) 이상 (떨어진 후손 중에서) 선택할 수 있다.— 아그니 푸라나, 제154장

## 기원
베다 산스크리트어 용어로서 고트라는 단순히 "앞으로 나아가는 후손들"을 의미한다. (गौः) 가마나 카르네발리(गमन करनेवाली) (프리티비)(पृथिवी)는 항상 움직이는(지구) 것을 의미하며 (त्र:)는 자손을 의미한다. "가족, 혈통 친족"이라는 구체적인 의미("우리 안의 무리"와 같은)는 비교적 최근으로, 기원전 1천년 중반경(예: 찬도기야 우파니샤드)에 처음 기록되었다.
그 당시 브라만들 사이에서 발전한 이 "혈통"은 부계 혈통을 의미했다. 브라만 체계는 나중에 크샤트리야와 바이샤와 같은 다른 공동체에도 채택되었다.
베다 이론에 따르면, 브라만은 요가 수행을 통해 브라흐마의 정신에서 태어났다고 믿어지는 일곱 현자의 직계 후손이다. 이들은 (1) 아트리, (2) 바라드바자, (3) 가우타마 마하리시, (4) 자마다그니, (5) 카샤파, (6) 바시슈타 및 (7) 비슈바미트라이다. 이 목록에 아가스티야도 때때로 추가된다. 이 여덟 현자는 고트라카린(gotrakarins)이라고 불리는데, 이들로부터 모든 108개의 고트라(특히 브라만족의 고트라)가 발전했다. 예를 들어, 아트리 (힌두교)로부터는 아트레야(Atreya)와 가비시티라(Gavisthiras) 고트라가 나왔다.
로버트 베인 러셀에 따르면, 힌두교의 많은 고트라는 식물, 동물, 자연물을 본뜬 토템 기원을 가지고 있다. 이들은 부족들 사이에서는 보편적이지만, 힌두 카스트에서도 나타난다. 가장 흔한 토템 이름은 동물 이름이며, 힌두교인들이 신성하게 여기는 몇몇 동물도 포함된다. 바그(bagh) 또는 나하르(Nahar)는 호랑이, 바차(bachha)는 송아지, 무르쿠리아(murkuria)는 공작, 카추아(kachhua)는 거북, 나가(naga)는 코브라, 하티(hathi)는 코끼리, 바인(bhain)은 물소, 리차리아(richaria)는 곰, 쿨리하(Kuliha)는 자칼, 쿠쿠라(Kukura)는 개, 쿠르살(kursaal)은 사슴, 히란(Hiran)은 인도영양 등이다. 가장 다양한 이름이 발견되며, 수많은 나무는 물론 쌀과 다른 작물, 소금, 단향, 오이, 후추, 그리고 막자사발과 막자와 같은 일부 가정용 도구, 롤링 슬랩 등이 씨족의 이름으로 사용된다. 그리하여 리시 바라드바자(Bharadvaja)의 이름은 종달새를 의미하고, 카우시카는 쿠샤 풀에서 유래했으며, 아가스티야는 아가시 꽃에서, 카샤파는 카차프(kachhap) 거북에서, 타이티리는 티터(titer)인 자고새에서 유래했다. 마찬가지로 다른 리시들의 기원은 동물과 관련이 있다. 리시야슈링가는 영양, 만다비아는 개구리, 카나다는 올빼미와 관련이 있다. 토템주의의 일반적인 특징은 씨족 구성원들이 씨족의 이름을 따온 동물이나 나무와 관련이 있거나 그들로부터 유래했다고 여기며, 그들을 죽이거나 먹는 것을 삼간다는 것이다.
고트라는 쿨라(kula)와 구별되어야 한다. 쿨라는 특정 가족과 같거나 현대의 "씨족"과 같다. 쿨라는 카스트와 관련된다.

## 결혼과 고트라
고트라 내 결혼(사고트라 결혼)은 전통적인 결혼 시스템의 족외혼 규칙에 따라 허용되지 않는다. 사고트라(sagotra)라는 복합어는 "사(sa)"와 "고트라(gotra)"의 결합으로, "사(sa)"는 같거나 비슷하다는 의미이다. 힌두 결혼을 준비할 때, 결혼을 승인하기 전에 신랑과 신부의 쿨라-고트라(씨족 혈통)를 묻는 것이 일반적인 관행이다. 고트라 내 사람들은 형제자매로 간주되며, 그러한 사람과 결혼하면 자녀가 유전적 질병을 물려받을 가능성이 높아질 수 있다. 거의 모든 힌두 가족에서는 같은 고트라 내의 결혼이 행해지지 않는다(같은 혈통에서 유래했다고 믿기 때문이다). 다른 고트라 간의 결혼은 권장되며, 같은 고트라 내 결혼은 나중에 시작되었다.
예를 들어, 자트족, 구르자르족, 라지푸트족은 13,000개의 고트라를 가지고 있다. 그리고 안드라프라데시주와 타밀나두주의 무디라자는 2,600개의 고트라를 가지고 있다. 고트라는 대부분의 힌두 공동체에서 항상 아버지로부터 자녀에게 전해진다. 그러나 툴루족 사이에서는 어머니로부터 자녀에게 전해진다.
타차사마어인 사호다라(sahodara, 형제)와 사호다리(sahodari, 자매)는 산스크리트어 사하라(सहर, 같은 자궁에서 태어난)에서 유래했다. 고트라 소속이 아버지로부터 자녀에게 전해지는 공동체에서는 여성과 그녀의 외삼촌 사이의 결혼이 허용되었지만, 모계 중심 사회에서는 그러한 결혼이 금지되었다. 예를 들어 툴루족은 고트라 소속이 어머니로부터 전해진다.
남인도 힌두 사회의 훨씬 더 흔한 특징은 교차사촌 (형제자매의 자녀, 사촌) 간의 결혼 허용인데, 이는 그들이 다른 고트라에 속하기 때문이다. 따라서 남성은 외삼촌의 딸이나 친고모의 딸과 결혼할 수 있지만, 친삼촌의 딸과는 결혼할 수 없다. 그녀는 같은 고트라의 평행사촌으로 간주되어 자매처럼 대우해야 한다.
네팔 힌두 사회는 결혼에 있어 고트라 규칙을 따를 뿐만 아니라 고트라의 기본 정의를 넘어서는 더 넓은 의미의 근친상간에 대한 많은 규정을 가지고 있다. 북인도의 일부 공동체는 두 씨족이 같은 부계 혈통이라는 믿음에 기반하여 특정 다른 씨족과의 결혼을 허용하지 않는다. 다른 공동체에서는 어머니 아버지의 고트라 및 아마도 일부 다른 고트라 내의 결혼이 금지된다.
사고트라 결혼의 가능한 해결책은 신부를 다른 고트라의 가족에게 다타(입양)시키는 것이다 (일반적으로 다타는 같은 규칙에 따라 다른 고트라에 속하는 신부의 외삼촌에게 주어진다). 그리고 그들이 '카냐단암'('kanya'(소녀) + 'danam'(주다))을 수행하게 한다. 이러한 해결책은 드물게 사용되며, 수용 가능성은 의문이다.
베다 힌두교는 여덟 가지 유형의 결혼을 인정하며, 주로 마누 법전에 명시된 원칙을 따른다. 이는 여덟 가지 유형의 결혼, 남편과 아내의 역할과 책임, 결혼의 목적을 언급한다. 여덟 가지 유형의 결혼은 (1) 브라흐마 비바하(Brahma Vivaha), (2) 아르사 비바하(Arsa Vivaha), (3) 다이바 비바하(Daiva Vivaha), (4) 프라자파티야{힌두교}}
힌두 문화에서 고트라(산스크리트어: गोत्र)라는 용어는 혈통과 동등하게 여겨진다. 이는 공통된 남성 조상으로부터 끊어지지 않는 남성 혈통을 통해 후손을 이어온 사람들을 폭넓게 지칭한다. 일반적으로 고트라는 족외혼 단위를 형성하며, 같은 고트라 내의 결혼은 근친상간으로 간주되어 관습적으로 금지된다. 고트라의 이름은 성으로 사용될 수 있지만, 성과는 다르며 힌두인, 특히 카스트 간의 결혼에서 중요성 때문에 엄격하게 유지된다. 파니니는 고트라를 apatyam pautraprabhrti gotram (IV. 1. 162)으로 정의하는데, 이는 "고트라라는 단어는 pautra(아들)와 bharti(어머니, 즉 며느리)로 구성된 부부의 자손(또는 후손)인 아파티야를 나타낸다"는 의미이다. (모니어 윌리엄스 사전 정의에 기반함.)

## 기초 구조
브리하다란야카 우파니샤드 2.2.4에 따르면, 카샤파, 아트리, 바시슈타, 비슈바미트라, 가우타마 마하리시, 자마다그니, 바라드바자는 일곱 현자(또한 사프타리시라고도 알려짐)이며, 잠부 마하리시는 또 다른 현자(카샤파에 속하는 레누카라고도 알려짐)이다. 이 여덟 현자의 자손은 고트라로 선언된다. 이 일곱 주 고트라와 한 보조 고트라의 열거는 파니니에게도 알려져 있었던 것으로 보인다. 이 일곱의 자손(apatya)은 고트라라고 불리며, 이들 외의 다른 것들은 고트라바야바(gotrāvayava)라고 불린다.
세 현자가 정의한 체계를 따르는 사람은 자신을 트리-아-비샤이(Tri-a-Vishay)로 정의한다. 마찬가지로 다섯 현자에 대해서는 판차-비샤이(Pancha-Vishay), 일곱 현자에 대해서는 산타-비샤이(Santa-Vishay)이다.
고트라에 대한 또 다른 이론이 존재한다. 현자의 아들과 제자들은 같은 고트라를 가졌을 것이며, 그들은 비슷한 사상과 철학을 가졌다고 믿어진다. 같은 고트라의 사람들은 다른 카스트에서도 발견될 수 있다. 각 고트라는 프라바라스로 구성된다.
힌두 경전은 자신의 공동체 내에서 결혼할 것을 규정하지만, 같은 고트라에 속하거나 같은 베다 현자의 혈통에 속하는 사람과의 결혼은 금지한다.
같은 고트라에서 또는 같은 현자의 혈통에서 (신부를) 선택해서는 안 된다. 부계 쪽으로 일곱(세대) 이상, 모계 쪽으로 다섯(세대) 이상 (떨어진 후손 중에서) 선택할 수 있다.— 아그니 푸라나, 제154장

## 기원
베다 산스크리트어 용어로서 고트라는 단순히 "앞으로 나아가는 후손들"을 의미한다. (गौः) 가마나 카르네발리(गमन करनेवाली) (프리티비)(पृथिवी)는 항상 움직이는(지구) 것을 의미하며 (त्र:)는 자손을 의미한다. "가족, 혈통 친족"이라는 구체적인 의미("우리 안의 무리"와 같은)는 비교적 최근으로, 기원전 1천년 중반경(예: 찬도갸 우파니샤드)에 처음 기록되었다.
그 당시 브라만들 사이에서 발전한 이 "혈통"은 부계 혈통을 의미했다. 브라만 체계는 나중에 크샤트리야와 바이샤와 같은 다른 공동체에도 채택되었다.
베다 이론에 따르면, 브라만은 요가 수행을 통해 브라흐마의 정신에서 태어났다고 믿어지는 일곱 현자의 직계 후손이다. 이들은 (1) 아트리, (2) 바라드바자, (3) 가우타마 마하리시, (4) 자마다그니, (5) 카샤파, (6) 바시슈타 및 (7) 비슈바미트라이다. 이 목록에 아가스티야도 때때로 추가된다. 이 여덟 현자는 고트라카린(gotrakarins)이라고 불리는데, 이들로부터 모든 108개의 고트라(특히 브라만족의 고트라)가 발전했다. 예를 들어, 아트리 (힌두교)로부터는 아트레야(Atreya)와 가비시티라(Gavisthiras) 고트라가 나왔다.
로버트 베인 러셀에 따르면, 힌두교의 많은 고트라는 식물, 동물, 자연물을 본뜬 토템 기원을 가지고 있다. 이들은 부족들 사이에서는 보편적이지만, 힌두 카스트에서도 나타난다. 가장 흔한 토템 이름은 동물 이름이며, 힌두교인들이 신성하게 여기는 몇몇 동물도 포함된다. 바그(bagh) 또는 나하르(Nahar)는 호랑이, 바차스(bachhas)는 송아지, 무르쿠리아(murkuria)는 공작, 카추아(kachhua)는 거북, 나가스(nagas)는 코브라, 하티(hathi)는 코끼리, 바인스(bhains)는 물소, 리차리아(richaria)는 곰, 쿨리하(Kuliha)는 자칼, 쿠쿠라(Kukura)는 개, 쿠르살(kursaal)은 사슴, 히란(Hiran)은 인도영양 등이다. 가장 다양한 이름이 발견되며, 수많은 나무는 물론 쌀과 다른 작물, 소금, 단향, 오이, 후추, 그리고 막자사발과 막자와 같은 일부 가정용 도구, 롤링 슬랩 등이 씨족의 이름으로 사용된다. 그리하여 리시 바라드바자(Bharadvaja)의 이름은 종달새를 의미하고, 카우시카는 쿠샤 풀에서 유래했으며, 아가스티야는 아가시 꽃에서, 카샤파는 카차프(kachhap) 거북에서, 타이티리는 티터(titer)인 자고새에서 유래했다. 마찬가지로 다른 리시들의 기원은 동물과 관련이 있다. 리시야슈링가는 영양, 만다비아는 개구리, 카나다는 올빼미와 관련이 있다. 토템주의의 일반적인 특징은 씨족 구성원들이 씨족의 이름을 따온 동물이나 나무와 관련이 있거나 그들로부터 유래했다고 여기며, 그들을 죽이거나 먹는 것을 삼간다는 것이다.
고트라는 쿨라(kula)와 구별되어야 한다. 쿨라는 특정 가족과 같거나 현대의 "씨족"과 같다. 쿨라는 카스트와 관련된다.

## 결혼과 고트라
고트라 내 결혼(사고트라 결혼)은 전통적인 결혼 시스템의 족외혼 규칙에 따라 허용되지 않는다. 사고트라(sagotra)라는 복합어는 "사(sa)"와 "고트라(gotra)"의 결합으로, "사(sa)"는 같거나 비슷하다는 의미이다. 힌두 결혼을 준비할 때, 결혼을 승인하기 전에 신랑과 신부의 쿨라-고트라(씨족 혈통)를 묻는 것이 일반적인 관행이다. 고트라 내 사람들은 형제자매로 간주되며, 그러한 사람과 결혼하면 자녀가 유전적 질병을 물려받을 가능성이 높아질 수 있다. 거의 모든 힌두 가족에서는 같은 고트라 내의 결혼이 행해지지 않는다(같은 혈통에서 유래했다고 믿기 때문이다). 다른 고트라 간의 결혼은 권장되며, 같은 고트라 내 결혼은 나중에 시작되었다.
예를 들어, 자트족, 구르자르족, 라지푸트족은 13,000개의 고트라를 가지고 있다. 그리고 안드라프라데시주와 타밀나두주의 무디라자는 2,600개의 고트라를 가지고 있다. 고트라는 대부분의 힌두 공동체에서 항상 아버지로부터 자녀에게 전해진다. 그러나 툴루족 사이에서는 어머니로부터 자녀에게 전해진다.
타차사마어인 사호다라(sahodara, 형제)와 사호다리(sahodari, 자매)는 산스크리트어 사하라(सहर, 같은 자궁에서 태어난)에서 유래했다. 고트라 소속이 아버지로부터 자녀에게 전해지는 공동체에서는 여성과 그녀의 외삼촌 사이의 결혼이 허용되었지만, 모계 중심 사회에서는 그러한 결혼이 금지되었다. 예를 들어 툴루족은 고트라 소속이 어머니로부터 전해진다.
남인도 힌두 사회의 훨씬 더 흔한 특징은 교차사촌 (형제자매의 자녀, 사촌) 간의 결혼 허용인데, 이는 그들이 다른 고트라에 속하기 때문이다. 따라서 남성은 외삼촌의 딸이나 친고모의 딸과 결혼할 수 있지만, 친삼촌의 딸과는 결혼할 수 없다. 그녀는 같은 고트라의 평행사촌으로 간주되어 자매처럼 대우해야 한다.
네팔 힌두 사회는 결혼에 있어 고트라 규칙을 따를 뿐만 아니라 고트라의 기본 정의를 넘어서는 더 넓은 의미의 근친상간에 대한 많은 규정을 가지고 있다. 북인도의 일부 공동체는 두 씨족이 같은 부계 혈통이라는 믿음에 기반하여 특정 다른 씨족과의 결혼을 허용하지 않는다. 다른 공동체에서는 어머니 아버지의 고트라 및 possibly 일부 다른 고트라 내의 결혼이 금지된다.
사고트라 결혼의 가능한 해결책은 신부를 다른 고트라의 가족에게 다타(입양)시키는 것이다 (일반적으로 다타는 같은 규칙에 따라 다른 고트라에 속하는 신부의 외삼촌에게 주어진다). 그리고 그들이 '카냐단암'('kanya'(소녀) + 'danam'(주다))을 수행하게 한다. 이러한 해결책은 드물게 사용되며, 수용 가능성은 의문이다.
베다 힌두교는 여덟 가지 유형의 결혼을 인정하며, 주로 마누 법전에 명시된 원칙을 따른다. 이는 여덟 가지 유형의 결혼, 남편과 아내의 역할과 책임, 결혼의 목적을 언급한다. 여덟 가지 유형의 결혼은 (1) 브라흐마 비바하(Brahma Vivaha), (2) 아르사 비바하(Arsa Vivaha), (3) 다이바 비바하(Daiva Vivaha), (4) 프라자파티야 비바하(Prajapatya Vivaha), (5) 간다르바 비바하(Gandharva Vivaha), (6) 아수라 비바하(Asura Vivaha), (7) 락샤사 비바하(Rakshasa Vivaha), (8) 파이샤차 비바하(Paishacha Vivaha)이다. 처음 네 가지 유형의 결혼은 중매 결혼의 패러다임을 반영한다. 마지막 세 가지는 마누 법전에 따라 금지되며, 그 중 마지막 두 가지는 비난받는다. 간다르바 결혼은 현대의 연애 결혼과 유사하며, 개인들이 배우자를 선택할 자유가 있다. 비록 간다르바 결혼이 샤스트라 또는 법령에서 그 중요성을 가졌지만, 시간이 흐르면서 베다 힌두교가 고전 힌두교로 바뀌면서 중매 결혼의 개념이 두드러지게 되었고, 오늘날에도 두 개인 간의 결혼에서 지배적인 의식 (문화)으로 남아 있다.
개인들이 모계와 부계 모두 6세대 동안 관련이 없다면 사고트라 결혼에는 해가 없다. 이는 마누 스므리티 5장 60절에 명시되어 있는데, 사핀다타 투 푸루쉐 사프타메 비니바르타테 (सपिण्डता तु पुरुषे सप्तमे विनिवर्तते । समानोदकभावस्तु जन्मनाम्नोरवेदने)는 사핀다가 7세대 후에 끝난다는 의미이다. 힌두혼인법 1955 제5조 (v)항도 사핀다 관계를 금지하지만, 사고트라 결혼에 대한 제한은 없다.

### 법적 상황
고트라는 전통적으로 근친상간으로 간주되는 결혼을 배제하는 데 거의 보편적으로 사용되지만, 법적으로는 인정되지 않는다. 비록 "금지된 관계의 범위" 내에 있거나 "사핀다"인 사람들은 결혼할 수 없지만 말이다. 하리아나주의 카프 판차야트들은 같은 고트라 내의 결혼을 법적으로 금지하기 위한 캠페인을 벌였다. 카디안 카프의 소집자인 나레시 카디안은 그러한 결혼을 법적으로 금지하도록 힌두혼인법을 개정할 것을 법원에 청원했다. 그러나 이 청원은 철회되어 기각되었으며, 델리 고등법원은 카프가 법원 시간을 낭비한 것에 대해 막대한 벌금을 물게 될 것이라고 경고했다.
1945년 마다브라오 대 라가벤드라오 사건에서는 데샤스타 브라만 부부가 연루되었는데, 고트라가 여덟 현자로부터 시작하여 여러 가족으로 갈라진다는 정의는 뭄바이 고등법원에 의해 기각되었다. 법원은 해당 고트라의 이름이 나타내는 바와 같이 브라만 가족이 끊어지지 않는 공통 조상의 혈통에서 유래했다는 생각을 "받아들일 수 없다"고 선언했다. 법원은 관련 힌두 경전을 참조하고 힌두 사회와 법이 시대에 발맞춰야 한다고 강조하며, 선량한 사회적 행동과 힌두 사회의 일반적인 이념이 변화했음을 역설했다. 법원은 또한 힌두 경전의 자료가 너무 방대하고 모순으로 가득 차 있어 이를 질서 있고 일관성 있게 정리하는 것은 거의 불가능한 일이라고 말했다.

## 고트라 목록 및 각 고트라의 리시
- 바라드바자: 앙기라사, 브라하스파티야, 바라드와자
- 샤타마르샤나: 앙기라사, 포루쿠차, 트라사타샤
- 아트레야: 아트레야, 아르차나아사, 샤바아스와
- 바툴라: 바르가바, 바이타하비야, 사아베다사
- 레누카차리야: 레바나라디야, 레바나시다, 비어, 비어바드라.
- 바차: 바르가바, 챠바나, 아프나바나, 오우르바, 자마다그냐
- 코우시카: 바이사와미트라, 아가마르샤나, 코우시카
- 비슈바미트라: 바이사와미트라, 데바라아타, 오우탈라 또는 바이사와미트라, 아슈타카
- 코운디냐: 바시슈타, 마이트라바루나, 코운디냐

- - 하리타, 암바리샤, 유바나스와
  - 하리타, 앙기라사, 암바리샤, 유바나스와
- 모우드칼리아 (세 가지 변형):
  - 안키라스, 바르먀스와, 모우드갈리아
  - 타르크샤, 바르먀스와, 모우드갈리아
  - 안키르사, 다비야, 모우드갈리아
- 산딜리아 (두 가지 변형):
  - 카샤파, 아바차라, 다이바라
  - 카샤파, 아바차라, 산딜리아
- 나이트루바카샤파: 카샤파, 아바차라, 나이트루바
- 쿠차: 안키라사, 만다트라, 코우차
- 칸바 (두 가지 변형):
  - 앙키라사, 아자미다, 칸바
  - 앙키라사, 코우라, 칸바
- 파라사라: 바시스타, 사아크티아, 파라사리아
- 아가스티야: 아가스티야, 타르다추타, 소우마바하
- 가르기 (두 가지 변형):
  - 앙키라사, 바르하스파티아, 바라드와자, 사이냐, 가르기아
  - 앙기라사, 사이냐, 가르기아
- 바드라야나: 안키라사, 파르샤다스와, 라티타라
- 카샤파: 카샤파, 아바차라, 다이바라
- 순크리티 (두 가지 변형):
  - 앙키라사, 코우라비다, 산크리티아
  - 사디야, 코우라비다, 산크리티아
- 바시슈타: 알람
- 타마스팔라'

## 같이 보기
- 알리야산타나
- 하리드와르의 힌두족보 등록부
- 프라바라
- 바라드바자
- 고트라 목록

## 더 읽어보기
- Ruegg, D. Seyfort (1976). The Meanings of the Term "Gotra" and the Textual History of the "라트나고트라비바가". Bulletin of the School of Oriental and African Studies, University of London, Vol. 39, No. 2 (1976), pp. 341–363